# Smoot

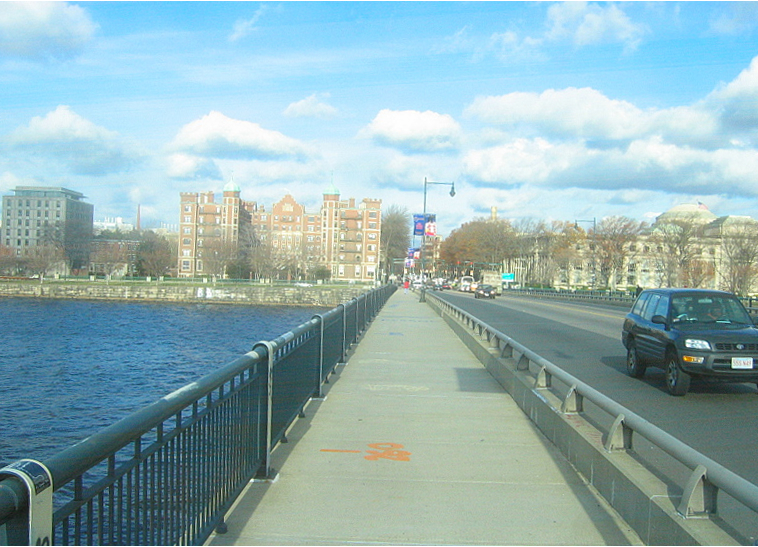
Blick auf das MIT, mit der 260-Smoot-Marke

Smoot ist eine nichtstandardgemäße Maßeinheit, die aus einem Spaß einer Studentenverbindung entstanden ist. Benannt ist die Einheit nach Oliver R. Smoot, der im Oktober 1958 anlässlich eines Verbindungsgelöbnisses für Lambda Chi Alpha am MIT mit seinem Körper als Maßstab für die Harvard Bridge diente. Ein Smoot ist demnach gleich seiner Größe und misst 67 Zoll (1,7018 m). Die Länge der Brücke wurde auf „364,4 Smoots plus/minus ein Ohr“ bestimmt. Noch heute können auf der Brücke Spuren des Messvorgangs gesehen werden. So befinden sich auf dem Boden typischerweise alle 10 Smoots Markierungen, die jedes Jahr erneuert werden. Dazwischen gibt es noch einige weitere Sondermarkierungen, wie zum Beispiel die 69-Smoot-Marke (anstelle der 70-Smoot-Marke) oder die 182,2-Smoot-Marke, die mit den Worten „Halfway to Hell“ und einem auf das MIT zeigenden Pfeil verziert ist. Außerdem ergänzt jede Abschlussklasse eine eigene Smoot-Marke.
Die Markierungen sind von der Öffentlichkeit akzeptiert. Bei Renovierungsarbeiten 1980 forderte das Cambridge Police Department sogar, dass darauf geachtet werde, die Markierungen zu erhalten, da sich diese als sehr nützlich zur Bestimmung der Position von Verkehrsunfällen erwiesen hatten.
Auch Googles Dienste kennen Smoots. So liefert der Google-Taschenrechner beispielsweise auf die Anfrage "10 meter in smoots" die Antwort 5,87613116 Smoots und in Google Earth können Smoots als Maßeinheit eingestellt werden.
Oliver R. Smoot war von 2001 bis 2002 Vorsitzender des American National Standards Institute (ANSI) und von 2003 bis 2004 Präsident der International Organization for Standardization (ISO); die US-amerikanische bzw. internationale Organisation für Normen.